# Pseudocaspia
Pseudocaspia is een geslacht van weekdieren uit de klasse van de Gastropoda (slakken).

## Soort
- Pseudocaspia issykkulensis (Clessin, 1894)